# Rod Ellis
Rod Ellis (ur. 29 maja 1944  w mieście Cheltenham) – brytyjski językoznawca. Zajmuje się akwizycją języka drugiego, nauczaniem językowym i edukacją nauczycieli.
Studia z zakresu językoznawstwa ukończył na Uniwersytecie Leeds, gdzie uzyskał tytuł Master of Arts. Tytuł Master of Education otrzymał na Uniwersytecie Bristolskim. Doktoryzował się na Uniwersytecie Londyńskim.
W swoim dorobku ma ponad 30 książek oraz 100 artykułów poświęconych akwizycji języka drugiego. Redaguje czasopismo „Language Teaching Research”.

## Wybrana twórczość
- Classroom Second Language Development (1984)
- Understanding Second Language Acquisition (1985)
- The Study of Second Language Acquisition (1993)